# Bossa
|  | Per a altres significats, vegeu «Bossa (desambiguació)». |

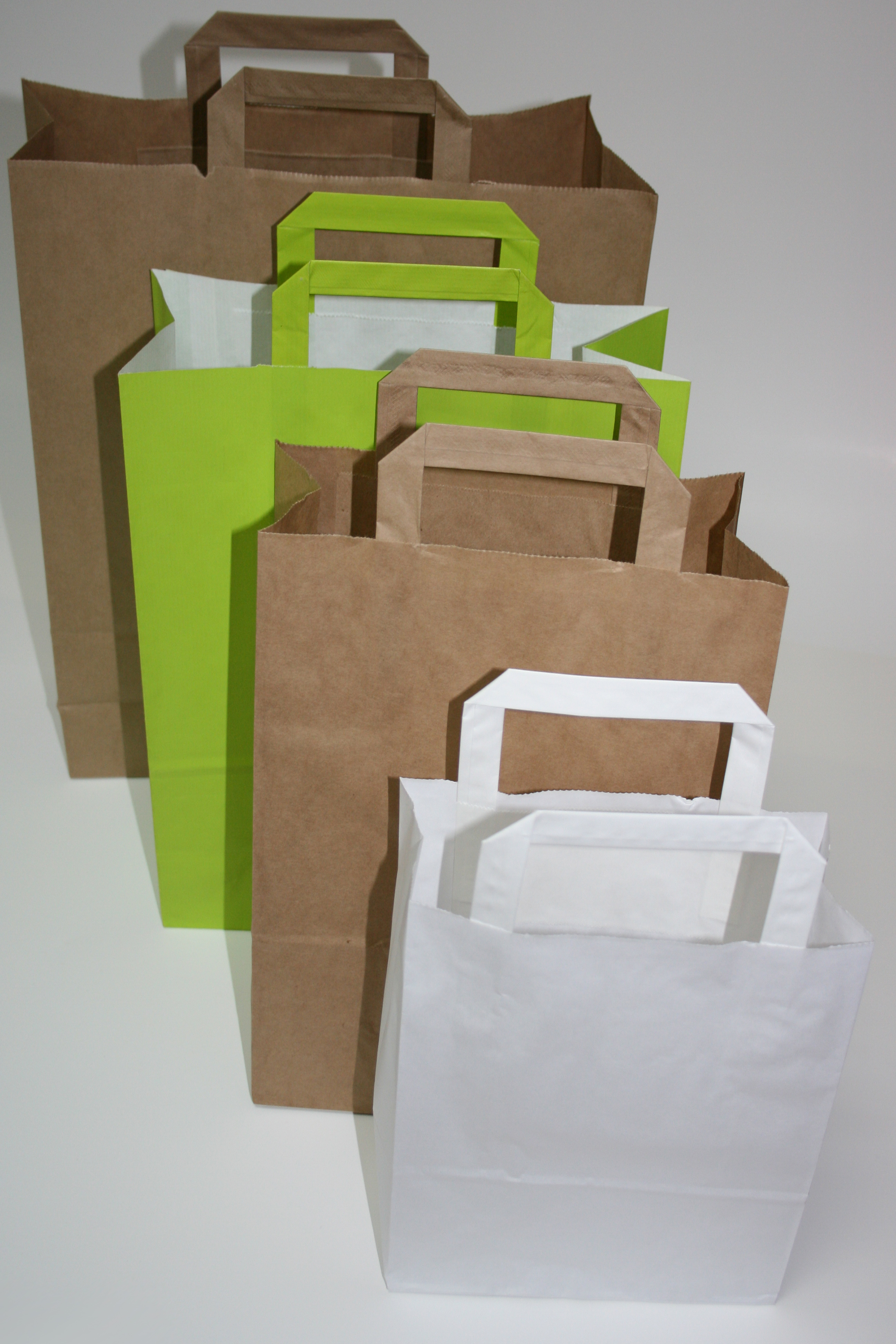
Bosses de paper amb nanses

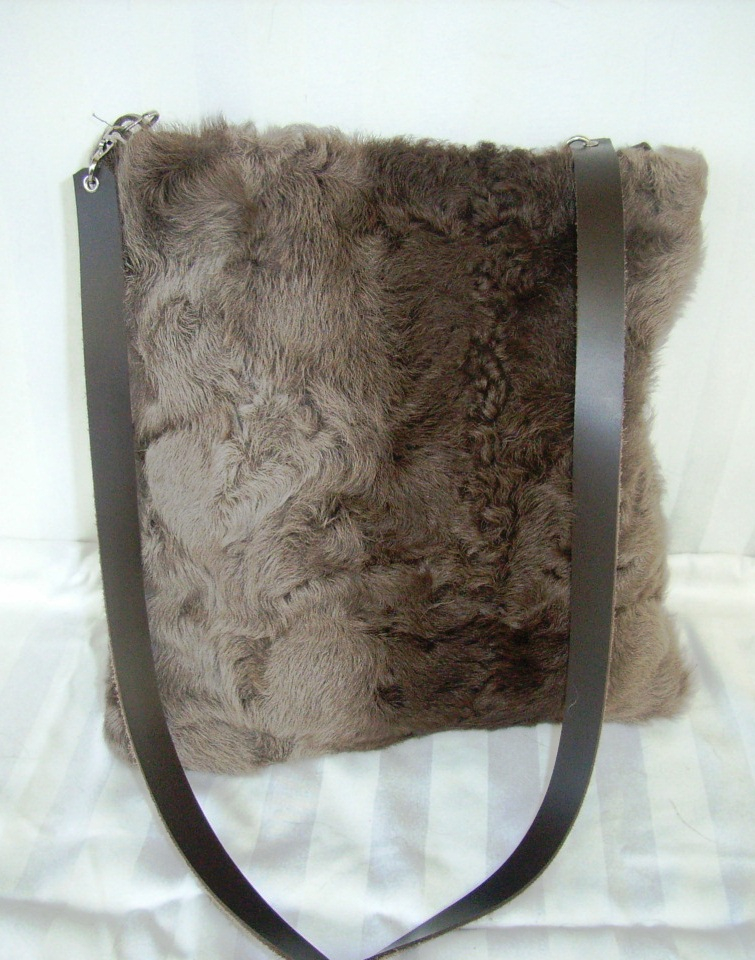
Una bossa de pell

Una bossa és una eina comuna en forma de contenidor no rígid, fet típicament de tela, cuir, paper o plàstic. L'ús de bosses és anterior a la història registrada, i les primeres bosses estaven fetes amb pell d'animal, cotó o fibres vegetals teixides, plegades a les vores i subjectades d'aquesta forma amb cordes del mateix material. Les bosses es poden utilitzar per transportar objectes personals, queviures i altres coses. Es presenten en diverses formes i mides, sovint equipades amb nanses per facilitar-ne el transport.
Les bosses han estat fonamentals per al desenvolupament de la civilització humana, ja que permeten a les persones recollir i portar fàcilment materials solts, com ara baies o grans d'aliments, permetent també portar més objectes a les mans.
Les bosses de paper d'un sol ús barates i les bosses de compres de plàstic són molt habituals, varien en mida i resistència en el comerç minorista i faciliten la comoditat de la compra, i sovint són subministrades per la botiga de forma gratuïta o per una petita tarifa. Els clients també poden portar les seves pròpies bosses de compra per utilitzar-les a les botigues.
Encara que el paper s'havia utilitzat per embolicar a la Xina antiga des del segle II aC, el primer ús de bosses de paper a la Xina (per preservar el sabor del te) va arribar durant la dinastia Tang posterior (618–907 dC).